# La Vierge et l'Enfant entourés de deux anges, sainte Rose et sainte Catherine
Pour les articles homonymes, voir La Vierge à l'Enfant.
La Vierge et l'Enfant entourés de deux anges, sainte Rose et sainte Catherine (en italien : Tondo della Vergine col Bambino tra due sante e due angeli) est une peinture religieuse du Pérugin exécuté en collaboration avec Andrea Aloigi, un tondo datant de 1490-1492 environ, conservée au Musée du Louvre à Paris.

## Histoire
L'œuvre figurait dans la collection de Guillaume II des Pays-Bas et rejoignit le Musée du Louvre en 1850 lors de la vente de la collection et prit son titre français descriptif à cette occasion.

## Thème
Si le thème représenté pourrait être celui de la Vierge en majesté, un thème de l'iconographie chrétienne  dont le principe est celui de la représentation de la Vierge avec l'Enfant Jésus au centre entourés d'anges et de figures saintes, ici les deux saintes Rose et Catherine d'Alexandrie, l’oeuvre nous rappellerait davantage à une deuxième Vierge de Lorette.   

## Description
La scène s'inscrit dans une sorte de balcon rectangulaire, entouré d'un parapet, et pavé d'un dallage carré. La Vierge à l'Enfant est assise sur un trône à piédestal à une seule marche ; elle est  flanquée à gauche de sainte Rose portant une branche fleurie et, à droite, de Catherine d'Alexandrie portant une palme, Derrière elles, dans un second plan, debout sur le parapet, deux anges prient, les mains jointes et les ailes étendues, alternés entre les personnages du premier plan. 
Le paysage du fond est aperçu sur les bords gauche et droit (et un peu au milieu entre les plis des vêtements) ; des collines légères et des arbres ténus se fondent au loin vers des montagnes bleutées et un ciel clair rappelant ainsi celles des Marches et de l'Ombrie.

## Trois représentations de la Madone usant de la même structure représentationnelle

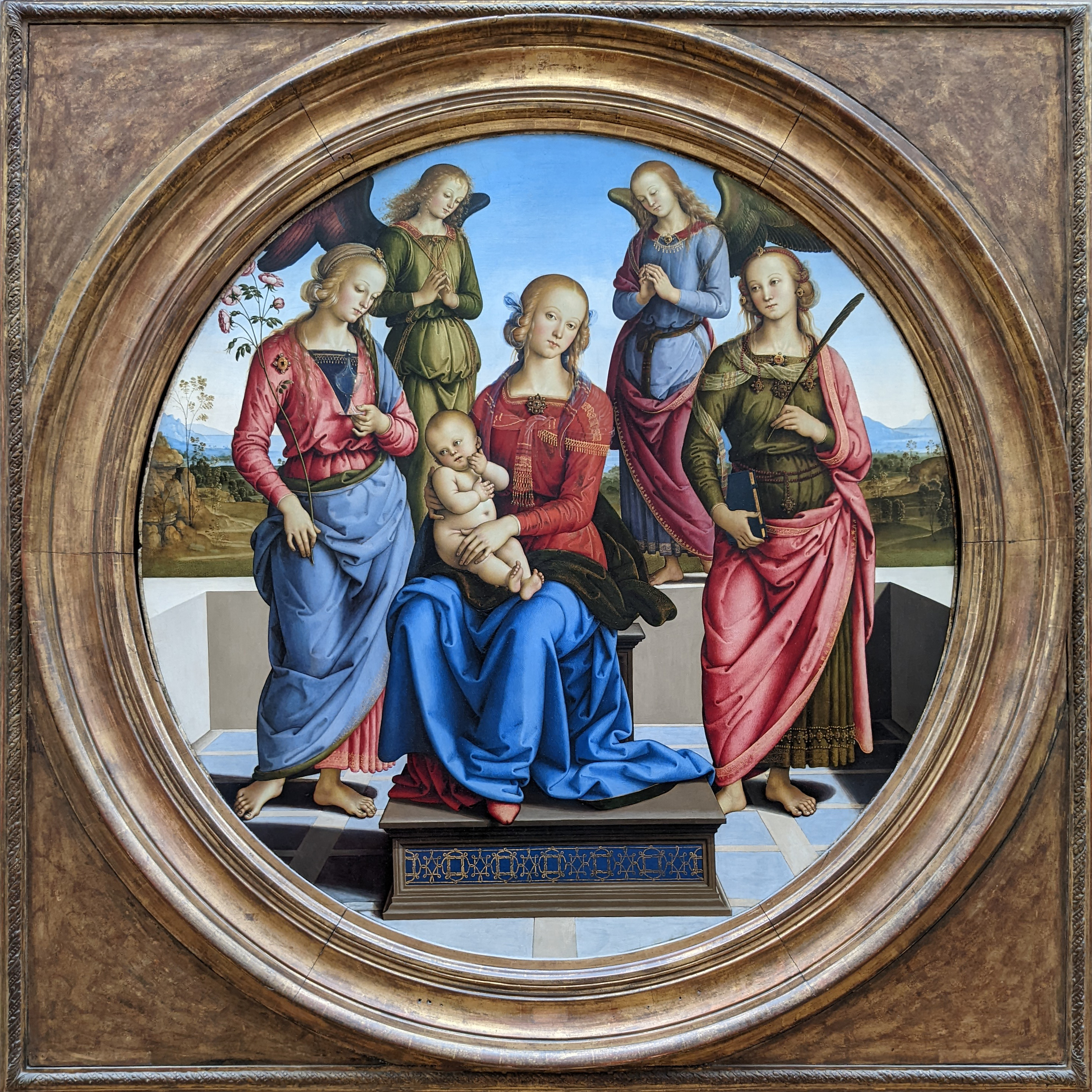
Très probable version antérieure de la Vierge de Lorette par Perugino, Louvre, Paris
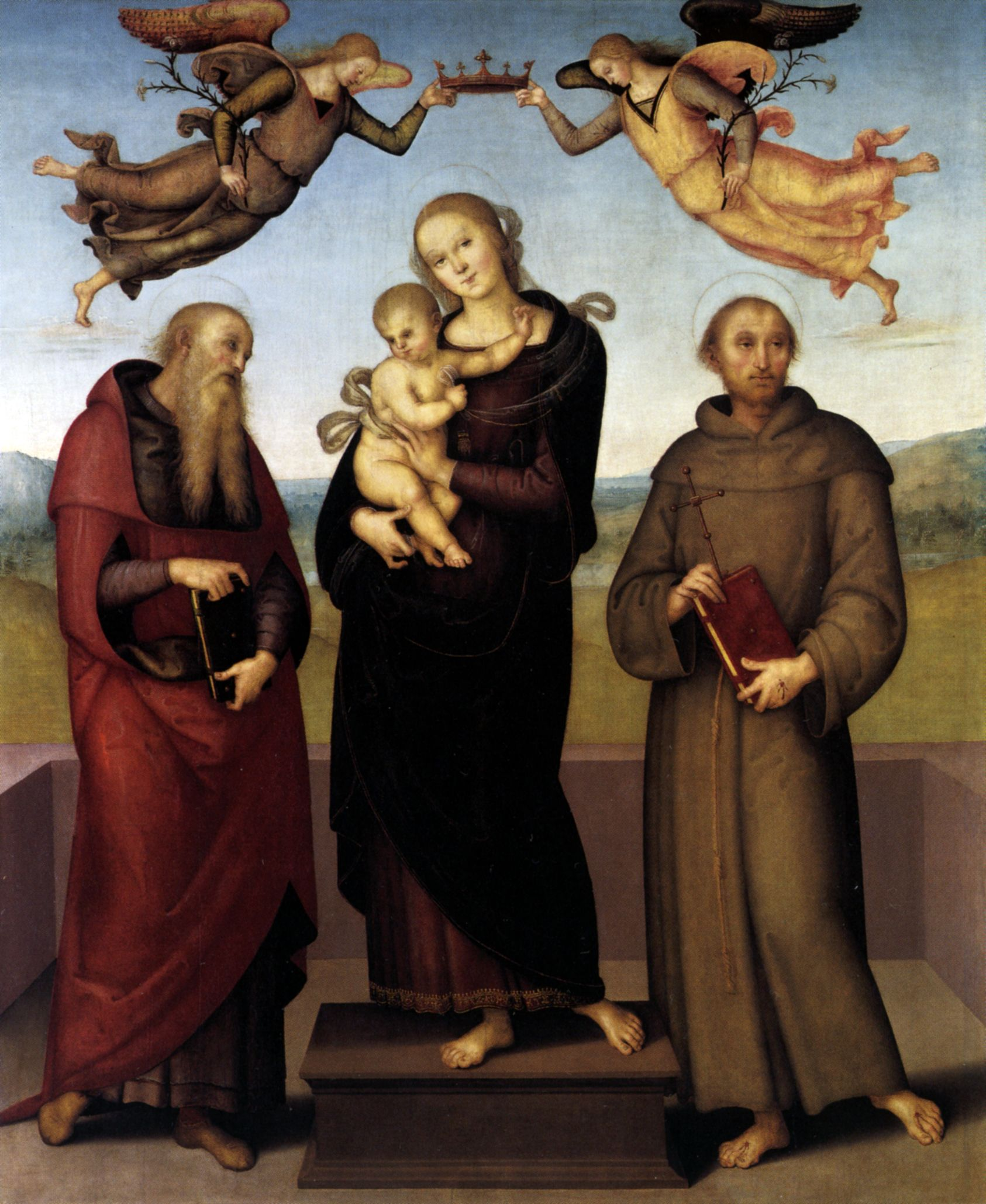
Version de 1507 de la Vierge de Lorette, National Gallery de Londres
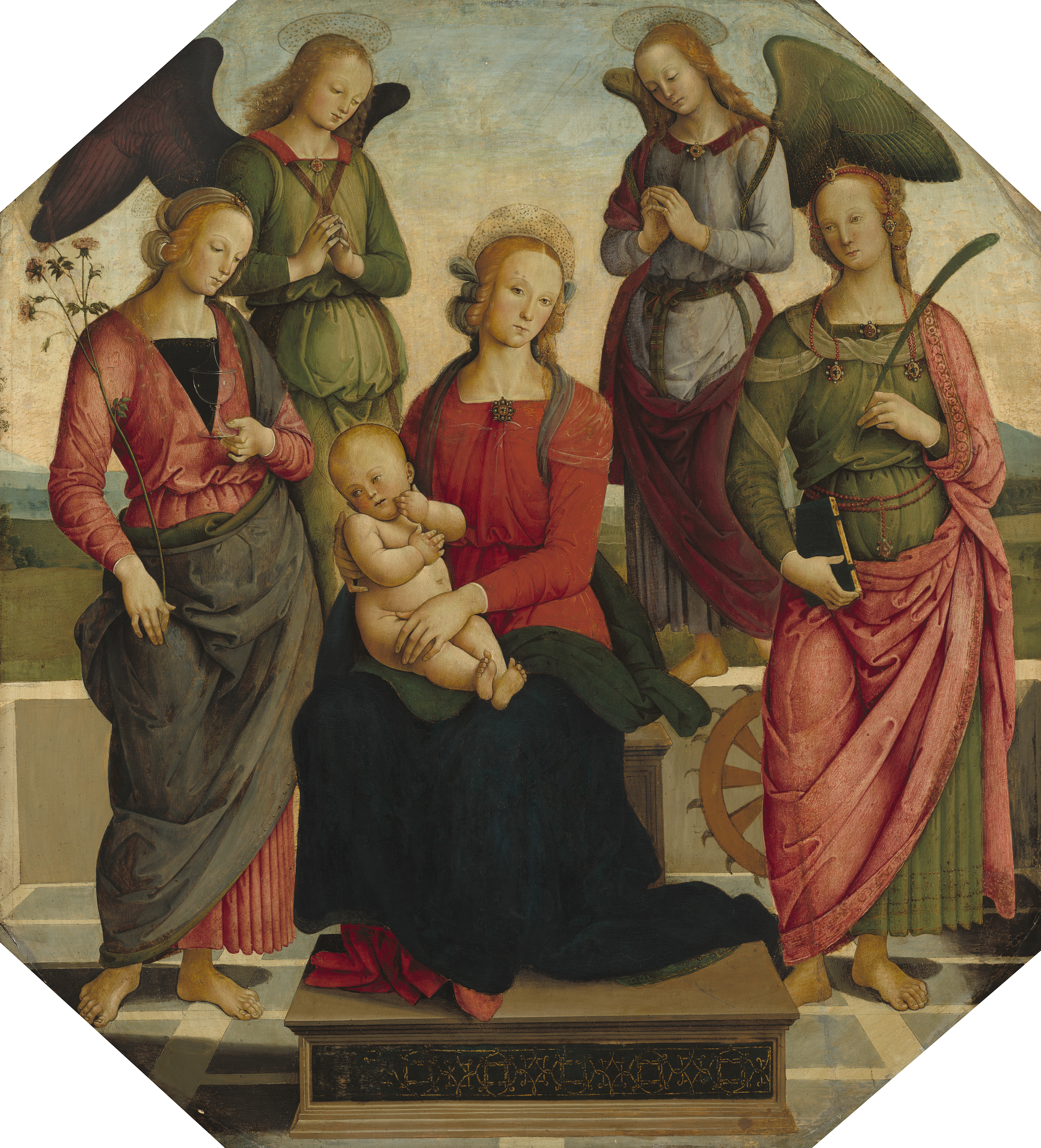
Ecole du Perugino, Madone à l’Enfant avec sainte Rose et Sainte Catherine d’Alexandrie, Washington

## Analyse
L'œuvre témoigne d'une phase de transition du Pérugin dont les figures au premier plan prennent progressivement de l'importance, constituant le pivot qui définit les rapports spatiaux et volumétriques de la composition. La réalisation picturale est en grande partie de la main de Andrea d'Assisi dit l'Ingegno, un collaborateur du Pérugin pour les fresques de la Chapelle Sixtine. 
La présence d’un parapet tout autour des personnages symbolise la sainte Maison de Lorette, c’est-à-dire une Maison-Relique posée sans fondation, à-même le sol, sur le territoire de Lorette. Sanctuaire en plein rayonnement à l'époque, pareillement symbolisée dans la Vierge de Lorette de la National Gallery et dans la Madone de Washington. Ce qui pose après-coup de la légitimité du titre attribué à cette oeuvre. Traditionnellement, l'image byzantine de Notre Dame de Lorette la représente entourée de quatre anges tenant les quatre piliers d'un dais qui la couvre. Perugino, par temps de paix sur les côtes de l’adriatique, en allège ici la représentation en faisant disparaître les quatre lourds piliers pour un parapet en perspective à l’épure toute géométrique. Le sujet gagne en réalisme, la Madone perd ainsi de sa lourdeur statique et solennelle, gagnant en charme et féminité. 